# مطار دوموديدوفو الدولي
مطار دوموديدوفو الدولي (الروسية: Домодедово аэропорт) (رسميا: مطار ميخائيل لومونوسوف الدولي) يخدم العاصمة الروسية موسكو، ويُعد ثاني أكبر مطار في روسيا من حيث عدد المُسافرين.

## تاريخ
في عام 2019 قررت الحكومة الروسية تغيير اسم العديد من المطارات في روسي، وقم تم تغيير اسم مطار دوموديدوفو إلى مطار ميخائيل لومونوسوف.

## شركات الطيران والوجهات

### الركاب
ردًا على الغزو الروسي لأوكرانيا في فبراير 2022 حظر العديد من الدول شركات الطيران الروسية دخول مجالها الجوي. علقت شركات الطيران الأخرى من الاتحاد الأوروبي وأمريكا الشمالية والمملكة المتحدة وسويسرا والنرويج وأيسلندا وكوريا الجنوبية واليابان وهونغ كونغ وتايوان وسنغافورة خدماتها إلى دوموديدوفو إلى أجل غير مسمى.
| شركـات طيـران               | الوجهات |
| --------------------------- | --- |
| العربية للطيران             | مطار الشارقة الدولي |
| العربية للطيران أبو ظبي     | مطار أبو ظبي الدولي |
| Avia Traffic Company        | مطار مناس الدولي، Osh |
| الخطوط الجوية الأذربيجانية  | مطار حيدر علييف الدولي |
| طيران بيلافيا               | مطار مينسك الدولي |
| Corendon Airlines           | موسمي عارض: مطار أنطاليا، مطار ميلاس بودروم، مطار دالامان |
| مصر للطيران                 | مطار القاهرة الدولي، مطار الغردقة الدولي، مطار شرم الشيخ الدولي |
| إل عال                      | مطار بن غوريون الدولي |
| طيران الإمارات              | مطار دبي الدولي |
| الخطوط الجوية الإثيوبية     | مطار أديس أبابا بولي الدولي |
| فلاي أرنا                   | مطار يريفان الدولي |
| FlyOne Armenia              | مطار يريفان الدولي |
| طيران الخليج                | مطار البحرين الدولي |
| IrAero                      | مطار أنطاليا، مطار حيدر علييف الدولي، Ganja، مطار إسطنبول الدولي، مطار كيزيل، Lankaran موسمي: مطار أضنة شاكرباشا |
| Izhavia                     | Izhevsk، مطار محج قلعة الدولي |
| طيران الجزيرة               | مطار الكويت الدولي |
| نوردستار                    | مطار كراسنويارسك الدولي، Kurgan، مطار محج قلعة الدولي، Mineralnye Vody ‏، Norilsk، مطار بولكوفو، مطار سوتشي الدولي |
| Panorama Airways            | مطار نمنكان ‏، مطار سمرقند الدولي |
| خطوط ريد وينغز الجوية ‏      | مطار أنطاليا، مطار دالامان، مطار إسطنبول الدولي، مطار عدنان مندريس، Kutaisi، مطار نمنكان ‏، Nevşehir، مطار طشقند الدولي، مطار بن غوريون الدولي، مطار يريفان الدولي |
| الخطوط الملكية المغربية     | مطار محمد الخامس الدولي |
| خطوط إس سفن                 | مطار أباكان، مطار أنطاليا، Arkhangelsk-Vaskovo، مطار عشق آباد الدولي، Astrakhan، Barnaul، Blagoveshchensk، Bratsk، Chelyabinsk، Chita، Gorno-Altaysk، مطار غروزني الدولي، Irkutsk، مطار إسطنبول الدولي، مطار كالينينغراد، Kazan، Kemerovo، Khujand، مطار كراسنويارسك الدولي، مطار محج قلعة الدولي، مطار مينسك الدولي، Mirny، مطار مورمانسك ‏، Nadym، Neryungri، Nizhny Novgorod ‏، Norilsk، Novokuznetsk، مطار نوفوسيبيرسك، Novy Urengoy ‏، Omsk، Osh، Penza، Perm، مطار بولكوفو، Salekhard، مطار كوروموخ الدولي، Saratov، مطار سوتشي الدولي، Tomsk، Ufa، Ulan-Ude، Urgench، Vladikavkaz، Volgograd، Yakutsk موسمي: Apatity/Kirovsk |
| Severstal Air Company       | Cherepovets، Petrozavodsk |
| Somon Air                   | مطار دوشنبه الدولي، Khujand، Kulob |
| الخطوط الجوية التركية       | موسمي: مطار أنطاليا |
| طيران تركمانستان            | مطار عشق آباد الدولي |
| خطوط أورال الجوية           | Barnaul، مطار مناس الدولي، Blagoveshchensk، Chita، مطار دوشنبه الدولي، مطار غروزني الدولي، Irkutsk، Issyk-Kul، مطار كالينينغراد، Kazan، Khujand، Kulob، مطار محج قلعة الدولي، Mineralnye Vody ‏، مطار مينسك الدولي، مطار نوفوسيبيرسك، Omsk، Osh، مطار بولكوفو، Vladikavkaz، مطار كولتسوفو الدولي، مطار يريفان الدولي موسمي: Gorno-Altaysk، Ulan-Ude |
| Utair                       | Novy Urengoy ‏ |
| UVT Aero                    | Bugulma، Tobolsk |
| الخطوط الجوية الأوزبكستانية | مطار بخارى الدولي، Fergana، Karshi، مطار نمنكان ‏، Nukus، مطار سمرقند الدولي، مطار طشقند الدولي، Termez، Urgench |
| Yamal Airlines              | مطار أنطاليا، Nadym، مطار نمنكان ‏، Novy Urengoy ‏، Noyabrsk، Salekhard، مطار سمرقند الدولي |

### الشحن
| شركـات طيـران               | الوجهات |
| --------------------------- | --- |
| AirBridgeCargo[بحاجة لمصدر] | مطار بكين العاصمة الدولي، مطار تشنغدو شوانغليو الدولي، مطار هونغ كونغ الدولي (معلقة)، مطار كراسنويارسك الدولي، مطار بولكوفو، مطار إنتشون الدولي، مطار شانغهاي بودنغ الدولي، مطار ناريتا الدولي (معلقة)، مطار كولتسوفو الدولي، مطار تشنغتشو الدولي (معلقة) |
| الإمارات للشحن الجوي        | مطار آل مكتوم الدولي |
| الاتحاد للطيران             | مطار أبو ظبي الدولي |
| خطوط سوبارنا الجوية         | مطار بروكسل الدولي، مطار نانجينغ الدولي، مطار تشنغتشو الدولي |
| طيران تركمانستان            | Türkmenabat |